# Wapen van De Luts

Het wapen van het waterschap De Luts

Het wapen van De Luts werd op 6 november 1935 bij koninklijk besluit aan het waterschap De Luts verleend. In 1968 ging het waterschap op in het fusiewaterschap Tusken Mar en Klif. Hiermee verviel het wapen.

## Beschrijving
De blazoenering luidt als volgt:
In azuur een korenstruik van goud, geplant in een schildvoet van hetzelfde; voor den korenstruik een springende haas van keel; over den schildvoet een versmalde dwarsbalk van azuur. Het schild gedekt met een gouden kroon van drie bladeren en twee paarlen.
De heraldische kleuren zijn: azuur (blauw), goud (geel) en keel (rood). Het schild is gedekt met een gravenkroon.

## Symboliek
Het wapen (en niet de schildvoet) is afkomstig van het wapen van Gaasterland, de oorsprong van dat wapen is onbekend. De blauwe dwarsbalk die in de schildvoet verwerkt is verwijst naar het riviertje de Luts.

## Verwante en vergelijkbare wapens

Het wapen van Gaasterland
Wapen van Gaasterland-Sloten
Wapen van De Friese Meren
Het wapen van Barradeel